# Kajsa Ollongren
Karin Hildur Ollongren, dite Kajsa Ollongren, née le 28 mai 1967 à Leyde, est une femme politique néerlando-suédoise. Membre du parti Démocrates 66 (D66), elle est ministre de la Défense dans le quatrième cabinet de Mark Rutte (2022-2024).
Elle est bourgmestre d'Amsterdam par intérim en 2017, puis vice-Première ministre des Pays-Bas et ministre des Affaires intérieures et des Relations au sein du Royaume de 2017 à 2019 et à nouveau entre 2020 et 2022 dans le troisième cabinet Rutte.

## Biographie

### Carrière professionnelle
Diplômée en histoire de l'université d'Amsterdam et passée par l'École nationale d'administration en France, Kajsa Ollongren entre dans la fonction publique en 1992, en tant que spécialiste de l'Europe centrale et orientale du ministère des Affaires économiques (EZ). Promue conseillère parlementaire au sein du ministère, elle devient directrice de l'intégration et la stratégie européenne en 2001.
Elle est élevée au poste de directrice générale adjointe en 2004, puis secrétaire générale adjointe du ministère des Affaires générales (AZ), l'administration du Premier ministre, en 2007. En août 2011, elle devient secrétaire générale.

### Parcours politique
Elle est présente à la cinquième place sur la liste des Démocrates 66 aux élections législatives de 2006, mais son parti subit un échec cuisant en ne récoltant que trois mandats de représentants à la Seconde Chambre. Lors des élections municipales de 2014, Kajsa Ollongren est élue conseillère municipale d'Amsterdam. Le 18 juin suivant, elle est désignée échevin et première adjointe du bourgmestre Eberhard van der Laan, chargée des affaires économiques, du port, de l'aéroport, de la culture, des médias locaux et des monuments. Ce dernier lui délègue la gestion de la mairie le 19 septembre 2017, après que la maladie le contraint à se retirer. À sa mort le 5 octobre, elle devient bourgmestre d'Amsterdam par intérim.

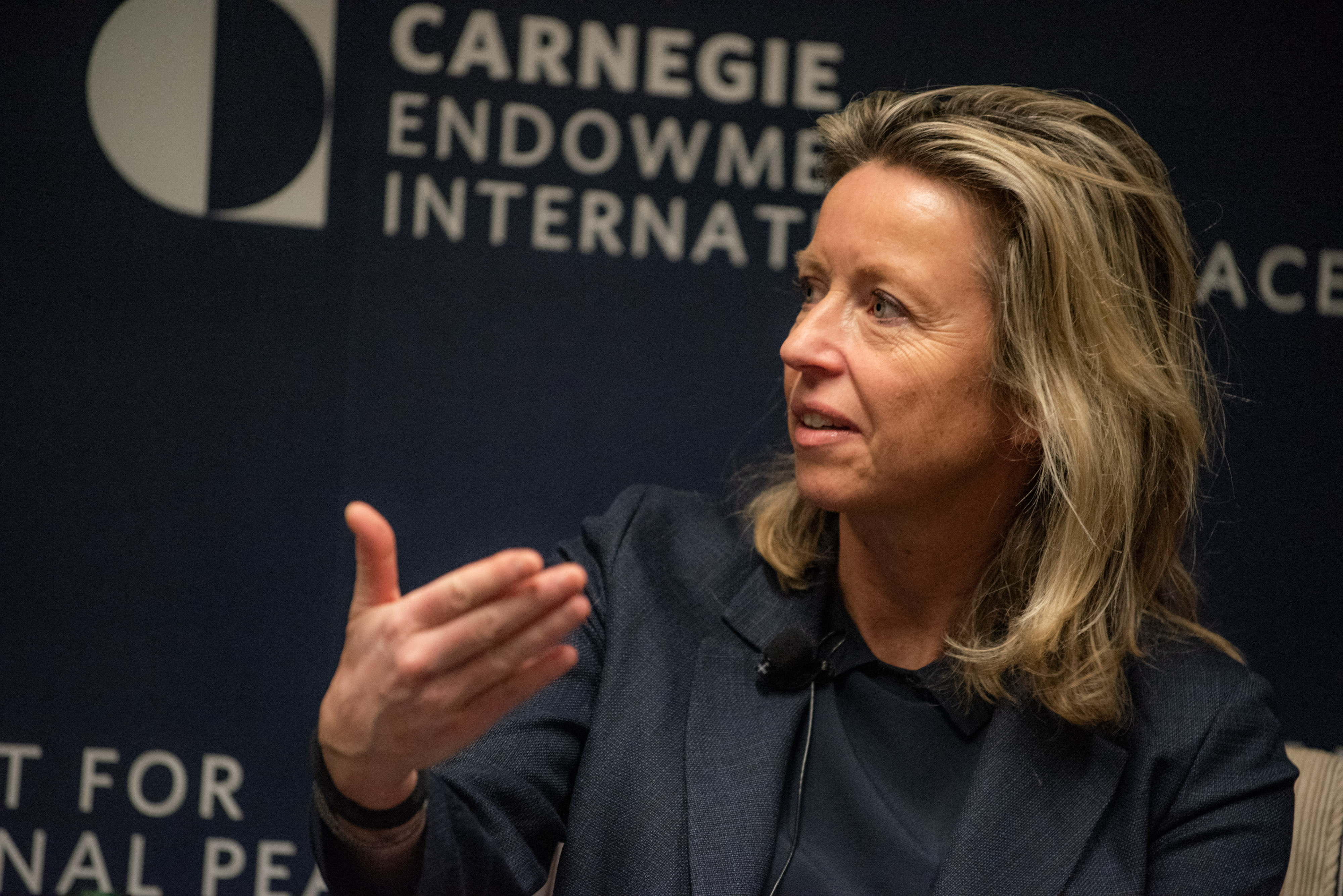
Kajsa Ollongren à la Fondation Carnegie pour la paix internationale à Washington, D.C. en 2019.

Le 26 octobre 2017, Kajsa Ollongren prend ses fonctions en tant que vice-Première ministre des Pays-Bas (aux côtés de Hugo de Jonge et Carola Schouten) et ministre des Affaires intérieures et des Relations au sein du Royaume dans le troisième cabinet du Premier ministre libéral-démocrate Mark Rutte. Pour la première fois depuis Annemarie Jorritsma et Els Borst, 19 ans plus tôt, deux femmes accèdent à ce rang dans un gouvernement néerlandais. Le représentant nationaliste Martin Bosma appelle rapidement mais sans succès à l'inculpation de Kajsa Ollongren pour séparatisme, en raison de propos qu'elle tient plus tôt dans l'année, lorsqu'elle estime que la formation d'une république indépendante à Amsterdam peut se trouver à l'horizon puisque « l'arrivée de Wilders en tant que Premier ministre […] n'a peut-être jamais été aussi proche ».
Elle est rapidement critiquée pour son soutien à la loi visant à abolir la possibilité pour des citoyens de demander l'organisation d'un référendum sur certaines loi votées par les parlementaires, au résultat non contraignant. Cette mesure est présente dans l'accord de coalition alors que son parti soutient l'introduction d'un référendum au résultat contraignant. La loi, soutenue par les partis de la coalition et motivée par les partis opposés au référendum, est adoptée par une courte majorité en juillet 2018. En septembre 2020, une majorité à la Seconde Chambre vote cependant en faveur de la mise en place d'un plan pour aboutir à des référendums aux résultats contraignants, plus tard appuyée d'une majorité à la Première Chambre,.
Kajsa Ollongren se met en retrait du gouvernement pour raisons médicales en novembre 2019, souffrant d'une maladie hypophysaire, se voyant attribuer la fonction de ministre sans responsabilité alors que Wouter Koolmees devient vice-Premier ministre et Raymond Knops (en), secrétaire d'État au ministère des Affaires intérieures et des Relations au sein du Royaume, la remplace à sa tête. La ministre de la Défense Ank Bijleveld reçoit la supervision de l'Algemene Inlichtingen- en Veiligheidsdienst (AIVD) dans ses attributions.
Kajsa Ollongren fait son retour à la fonction en avril 2020, puis à son poste de vice-Première ministre le mois suivant. En juin 2020, elle devient le premier membre du gouvernement à faire l'objet d'une motion de défiance à la Première Chambre depuis 1875. Les sénateurs ne sont pas satisfaits de sa politique concernant les loyers, mais ne vont pas jusqu'à voter une motion de censure.
Le 10 janvier 2022, elle change de poste pour prendre la tête du ministère de la Défense dans le quatrième cabinet de Mark Rutte.

### Vie privée
Fille d'un professeur d'informatique, Kajsa Ollongren grandit à Oegstgeest dans le nord de la province de Hollande-Méridionale. Résidant à Amsterdam, elle est ouvertement lesbienne et mariée. Elle possède également la nationalité suédoise par sa mère.